# Heilig-Geist-Kirche (Dzierzgoń)

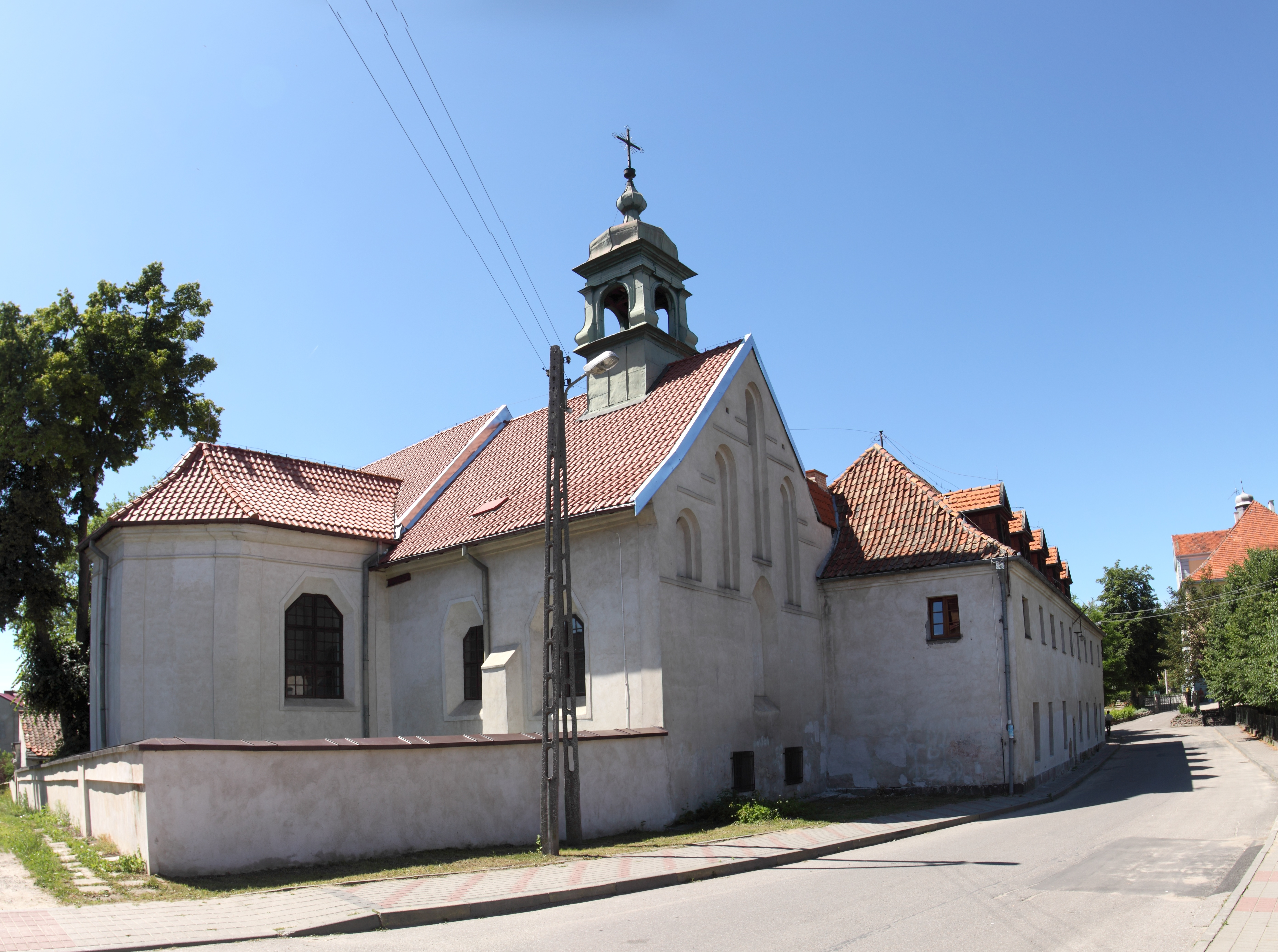
Heilig-Geist-Kirche von Südosten, mit großer Seitenkapelle (links) und angebauten Klostergebäuden (im Hintergrund)

Die Heilig-Geist-Kirche (polnisch Cerkiew Zesłania Ducha Świętego) ist eine griechisch-katholische Kirche in Dzierzgoń (früher Christburg) in Polen. Sie war vorher Hospitalkirche, Reformatenklosterkirche und römisch-katholische Pfarrkirche.

## Lage

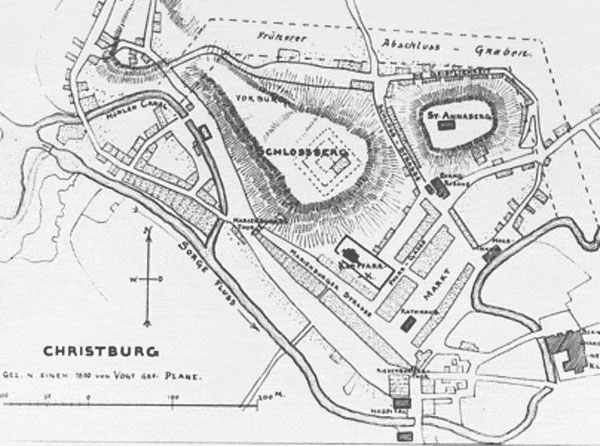
Christburg, der ehemalige Klosterkomplex mit der Kirche liegt östlich des Flusses Sorge ganz rechts

Die Kirche liegt östlich des Flusses Dzierzgoń (früher Sorge) südöstlich der historischen Altstadt an der ul. Krzywa 5. Die Stadt gehörte seit 1454 zu Polnisch-Preußen, seit 1772 zu Westpreußen, seit 1922 zu Ostpreußen und seit 1945 zu Polen.

## Geschichte

### Hospitalkapelle
Von 1414 ist die älteste Erwähnung des Heilig-Geist-Hospitals erhalten, zu dem die Kapelle gehörte. Dieses war wahrscheinlich im 13. oder 14. Jahrhundert gegründet worden und brannte 1414 vollständig ab. Danach erfolgte ein Wiederaufbau.
Das Hospital bestand noch 1607, wahrscheinlich als Armenhaus. Im Verlauf des Dreißigjährigen Krieges wurde es offenbar zerstört. 1647 war die Kapelle eine Ruine.

### Klosterkirche
1679 wurde an dessen Stelle ein Kloster der Reformaten (Franziskaner) gegründet. 1717 wurde eine neue Kirche errichtet. 1832 wurde das Kloster aufgelöst.

### Römisch-katholische Pfarrkirche

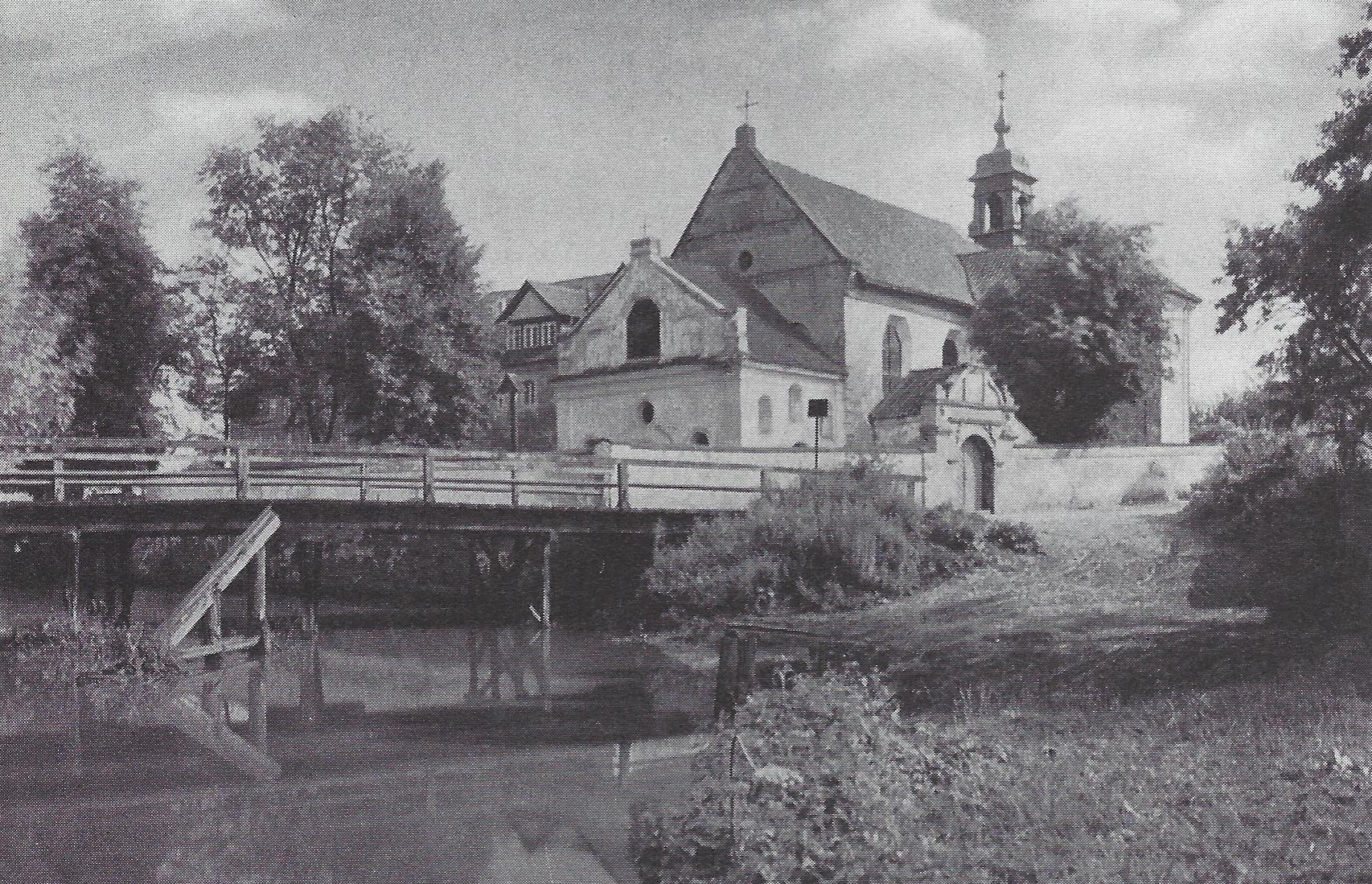
Kirche mit Klostermauer in den 1930er Jahren

Danach wurde die Kirche der römisch-katholischen Stadtgemeinde zur Verfügung gestellt. Die Klostergebäude wurden als römisch-katholische und evangelische Schulen genutzt.
Dieses blieb so wahrscheinlich bis 1945.

### Griechisch-katholische Pfarrkirche
1957 wurde die Kirche der ukrainischen griechisch-katholischen Kirche in Dzierzgoń übergeben und wird seitdem von dieser genutzt.

## Architektur
Die Kirche ist ein einschiffiger verputzter einschiffiger Saalbau von 1717. Im Ostteil gibt es eine Sakristei, deren Ostwand und Teile der Seitenwände (etwa 9 × 9 m) noch aus der spätgotischen Hospitalkapelle erhalten sind. Darüber gab es 1909 noch den Chorbereich der Reformatenbrüder mit Original-Chorgestühl. Im Süden gibt es eine verhältnismäßig große angebaute Kapelle. Im Westen gab es 1909 einen zweigeschossigen Eingangsbereich (heutiger Zustand ist nicht ermittelt). Im Inneren gab es 1909 barocke farbige Deckenmalereien. Die Kirche ist äußerlich im Wesentlichen im Zustand von 1717 erhalten geblieben.
Im Inneren gibt es eine griechisch-katholische Ausstattung mit einer Ikonostase und Kirchenbänken.
Die vormaligen Klostergebäude werden von einem Kulturzentrum mit einer Bibliothek genutzt (Stand 2020).